# May Hollermann
May Hollermann (Utrecht, 2 maart 1999) is een Nederlandse actrice. Ze is vooral bekend geworden door de televisieserie Brugklas. Ook speelde zij mee in de videoclip van Amsterdam, een nummer van Flemming.
Hollermann heeft in 2018 ook meegewerkt aan een antipestcampagne van NPO Zapp.

## Filmografie
| Serie                           | Rol    | Jaren     |
| ------------------------------- | ------ | --------- |
| Brugklas                        | Selma  | 2016-2020 |
| Elvy's Wereld: So Ibiza         | Elvy   | 2018      |
| Brugklas: de tijd van m'n leven | Selma  | 2019      |
| #Fitgirls                       | Robin  | 2019      |
| Onopgelost                      | Carmen | 2024      |